# Pierre Lê Tấn Lợi
Pierre Lê Tấn Lợi (Cần Thơ, 19 giugno 1970) è un vescovo cattolico vietnamita, dal 1º gennaio 2025 vescovo di Cần Thơ.

## Biografia
Pierre Lê Tấn Lợi è nato il 19 giugno 1970 a Cái Khế, quartiere nel distretto urbano di Ninh Kiều, una delle suddivisioni amministrative della città di Cần Thơ, figlio di una famiglia di contadini.
Sentendo fin da bambino la vocazione al sacerdozio, iniziò gli studi religiosi frequentando nel 1991 prima alcuni corsi preparatori e poi entrando nel 1993 nel seminario maggiore San Pierre Đoàn Công Quí a Cần Thơ.
È stato ordinato presbitero il 22 giugno 2000 dal vescovo Emmanuel Lê Phong Thuận, incardinandosi nella diocesi di Cần Thơ. Dopo l'ordinazione sacerdotale è stato nominato viceparroco della parrocchia di Phụng Hiệp fino al 2004, quando fu inviato a Roma per studiare presso la Pontificia università urbaniana, ottenendo il dottorato in teologia nel 2011. Tornato in patria, è stato nominato professore per il seminario maggiore San Pierre Đoàn Công Quí, nominato poi rettore nel 2017, nonché responsabile dei seminaristi della diocesi e capo del dipartimento biblico della diocesi dal 2012 al 2018. È stato anche autore di diverse pubblicazioni di studi biblici sul sito ufficiale della diocesi di Cần Thơ.
Il 25 marzo 2023 papa Francesco lo ha nominato vescovo coadiutore di Cần Thơ. Ha ricevuto l'ordinazione episcopale il 18 maggio successivo per imposizione delle mani del vescovo Étienne Tri Bửu Thiên. 
In seno alla Conferenza episcopale del Vietnam, nell'aprile del 2023 è stato eletto vicepresidente della commissione per i migranti.
Il 1º gennaio 2025 è subentrato nel governo della diocesi.

## Genealogia episcopale
La genealogia episcopale è:
- Cardinale Scipione Rebiba
- Cardinale Giulio Antonio Santori
- Cardinale Girolamo Bernerio, O.P.
- Arcivescovo Galeazzo Sanvitale
- Cardinale Ludovico Ludovisi
- Cardinale Luigi Caetani
- Cardinale Ulderico Carpegna
- Cardinale Paluzzo Paluzzi Altieri degli Albertoni
- Papa Benedetto XIII
- Papa Benedetto XIV
- Papa Clemente XIII
- Cardinale Marcantonio Colonna
- Cardinale Giacinto Sigismondo Gerdil, B.
- Cardinale Giulio Maria della Somaglia
- Cardinale Carlo Odescalchi, S.I.
- Cardinale Costantino Patrizi Naro
- Cardinale Lucido Maria Parocchi
- Papa Pio X
- Papa Benedetto XV
- Papa Pio XII
- Cardinale Eugène Tisserant
- Papa Paolo VI
- Arcivescovo Angelo Palmas
- Vescovo Jacques Nguyễn Ngọc Quang
- Vescovo Emmanuel Lê Phong Thuận
- Vescovo Étienne Tri Bửu Thiên
- Vescovo Pierre Lê Tấn Lợi